# Eduardo López de Romaña
Eduardo López de Romaña y Alvizuri (født 19. marts 1847, død 26. maj 1912) var Perus præsident i 1899-1903.
Han var uddannet som ingeniør.